# Seznam mott států Spojených států amerických
Tento seznam zobrazuje motto každého členského státu USA. Každý ze států má též svůj (reklamní) slogan pro podporu turismu; na rozdíl od něho je však motto státu stanoveno oficiálně a až na několik výjimek se od svého zavedení nezměnilo.

## Seznam mott států USA
| Stát USA         | Původní motto                                                                                           | Překlad                                                                                         | Jazyk                | Rok                   |
| ---------------- | --- | ----------------------------------------------------------------------------------------------- | -------------------- | --------------------- |
| Alabama          | Audemus jura nostra defendere                                                                           | Odvažujeme si hájit naše práva                                                                  | latina               | 1939                  |
| Aljaška          | North to the future                                                                                     | Na sever do budoucnosti                                                                         | angličtina           | 1967                  |
| Arizona          | Ditat Deus                                                                                              | Bůh obohacuje                                                                                   | latina               | 1863                  |
| Arkansas         | Regnat populus                                                                                          | Lid vládne                                                                                      | latina               | 1907                  |
| Kalifornie       | Eureka                                                                                                  | Nalezl jsem                                                                                     | řečtina              | 1849                  |
| Colorado         | Nil sine numine                                                                                         | Nic bez boží vůle                                                                               | latina               | 5. listopadu 1861     |
| Connecticut      | Qui transtulit sustinet                                                                                 | Kdo se přestěhoval, vydržel                                                                     | latina               | 1639                  |
| Delaware         | Liberty and Independence                                                                                | Volnost a nezávislost                                                                           | angličtina           | 1847                  |
| Florida          | In God We Trust                                                                                         | Důvěřujeme v Boha                                                                               | angličtina           | 1868                  |
| Georgie          | Wisdom, justice, and moderation                                                                         | Moudrost, spravedlnost a umírněnost                                                             | angličtina           | 1798                  |
| Havaj            | Ua Mau ke Ea o ka ʻĀina i ka Pono                                                                       | Život této země je chráněn ve své počestnosti                                                   | havajština           | 31. července 1843     |
| Idaho            | Esto perpetua                                                                                           | Budiž neutuchající / na vždy                                                                    | latina               | 1890                  |
| Illinois         | State sovereignty, national union                                                                       | Státní suverenita, národní sjednocení                                                           | angličtina           | 1819                  |
| Indiana          | The Crossroads of America                                                                               | Křižovatka Ameriky                                                                              | angličtina           | 1937                  |
| Iowa             | Our liberties we prize and our rights we will maintain                                                  | Ceníme si našich svobod a naše práva si zachováme                                               | angličtina           | 1847                  |
| Kansas           | Ad astra per aspera                                                                                     | Ke hvězdám přes nepřízeň                                                                        | latina               | 1861                  |
| Kentucky         | United we stand, divided we fall Deo gratiam habeamus                                                   | Buďme vděčni Bohu                                                                               | angličtina latina    | 1942 2002             |
| Louisiana        | Union, justice, et confiance                                                                            | Jednota, spravedlnost a důvěra                                                                  | francouzština        | 1902                  |
| Maine            | Dirigo                                                                                                  | Vedu                                                                                            | latina               | 1820                  |
| Maryland         | Fatti maschi, parole femmine                                                                            | Mužně skutky, žensky slovy                                                                      | italština            | 1874                  |
| Massachusetts    | Ense petit placidam sub libertate quietem                                                               | Mečem hledáme mír, ale pouze svobodný mír                                                       | latina               | 1775                  |
| Michigan         | Si quaeris peninsulam amoenam circumspice Tuebor                                                        | Hledáš-li příjemný poloostrov, pohlédni kolem sebe Budu obhajovat                               | latina               | 2. června 1835        |
| Minnesota        | L'étoile du Nord (oficiální motto státu) Quae sursum volo videre (teritoriální motto, nikdy neodvolané) | Hvězda severu Toužím vidět dál                                                                  | francouzština latina | 1861                  |
| Mississippi      | Virtute et armis                                                                                        | Ctí a zbraní                                                                                    | latina               | 7. únoru 1894         |
| Missouri         | Salus populi suprema lex esto                                                                           | Prospěch lidu budiž nejvyšším zákonem                                                           | latina               | 11. ledna 1822        |
| Montana          | Oro y plata                                                                                             | Zlato a stříbro                                                                                 | španělština          | 9. února 1865         |
| Nebraska         | Equality before the law                                                                                 | Rovnost před zákonem                                                                            | angličtina           | 1867                  |
| Nevada           | All for our country Battle Born                                                                         | Vše pro naši zem Zrozen(a) z bitvy                                                              | angličtina           | 24. února 1866        |
| New Hampshire    | Live Free or Die                                                                                        | Žít svobodně nebo zemřít                                                                        | angličtina           | 1945                  |
| New Jersey       | Liberty and prosperity                                                                                  | Volnost a prosperita                                                                            | angličtina           | 26. dubna 1928        |
| Nové Mexiko      | Crescit eundo                                                                                           | Roste postupně                                                                                  | latina               | 1887                  |
| New York         | Excelsior                                                                                               | Vždy vhůru!                                                                                     | latina               | 1778                  |
| Severní Karolína | Esse quam videri                                                                                        | Radši být než snít                                                                              | latina               | 1893                  |
| Severní Dakota   | Liberty and union, now and forever, one and inseparable Serit ut alteri saeclo prosit                   | Volnost a jednota, nyní a navždy, jednotná a neoddělitelná Jeden zaseje pro dobro příštího věku | angličtina latina    | 1889 11. března 2011  |
| Ohio             | With God, all things are possible                                                                       | S Bohem je všechno možné                                                                        | angličtina           | 1. října 1959         |
| Oklahoma         | Labor omnia vincit                                                                                      | Práce vítězí nad vším                                                                           | latina               | 10. března 1893       |
| Oregon           | Alis volat propriis The Union                                                                           | Létá na svých vlastních křídlech Unie/sjednocení                                                | latina angličtina    | 1854                  |
| Pensylvánie      | Virtue, Liberty, and Independence                                                                       | Ctnost, volnost a nezávislost                                                                   | angličtina           | 1875                  |
| Rhode Island     | Hope | Naděje                                                                                          | angličtina           | 1644 a 4. května 1664 |
| Jižní Karolína   | Dum spiro spero Animis opibusque parati                                                                 | Dokud dýchám, doufám Připraven duševně i prostředky                                             | latina               | 22. května 1777       |
| Jižní Dakota     | Under God the people rule                                                                               | Pod Bohem vládnou lidé                                                                          | angličtina           | 1885                  |
| Tennessee        | Agriculture and commerce                                                                                | Zemědělství a obchod                                                                            | angličtina           | 24. května 1802       |
| Texas            | Friendship (Caddo, Tejas) Remember The Alamo !! (motto někdejší republiky Texas, nikdy neodvolané)      | Přátelství Pomnějte Alamo !!                                                                    | angličtina           | 1930                  |
| Utah             | Industry                                                                                                | Průmysl                                                                                         | angličtina           | 3. května 1896        |
| Vermont          | Freedom and Unity                                                                                       | Svoboda a jednota                                                                               | angličtina           | 20. února 1779        |
| Virginie         | Sic semper tyrannis                                                                                     | Smrt tyranům                                                                                    | latina               | 1776                  |
| Washington       | Al-ki (neoficiální)                                                                                     | Kolem a kolem                                                                                   | žargon činůků        | [ 12 ]                |
| Západní Virginie | Montani semper liberi                                                                                   | Horalové jsou vždy svobodní                                                                     | latina               | 26. září 1863         |
| Wisconsin        | Forward                                                                                                 | Vpřed                                                                                           | angličtina           | 1851                  |
| Wyoming          | Equal Rights                                                                                            | Rovná práva                                                                                     | angličtina           | 1893                  |

| Teritorium                | Původní motto              | Překlad                                      | Jazyk       | Rok           |
| ------------------------- | -------------------------- | -------------------------------------------- | ----------- | ------------- |
| Americká Samoa            | Samoa, Muamua Le Atua      | Samoa, budiž bůh první                       | samojština  | 1973          |
| District of Columbia      | Justitia Omnibus           | Spravedlnost pro všechny                     | latina      | 3. srpna 1871 |
| Guam                      | Where America's Day Begins | Kde začíná americký den (neoficiální)        | angličtina  |               |
| Portoriko                 | Juan es su nombre          | Jeho jméno je John - na počest Jana Křtitele | španělština | 1511          |
| Americké Panenské ostrovy | United in Pride and Hope   | Spojeni v hrdosti a naději                   | angličtina  | 1. ledna 1991 |
| Severní Mariany           |                            |                                              | [ 13 ]      |               |